# Vitali Aguéyev
Vitali Aguéyev –en ruso, Виталий Агеев– (Angarsk, URSS, 4 de septiembre de 1964) es un deportista ucraniano que compitió para la Unión Soviética en esgrima, especialista en la modalidad de espada.
Ganó dos medallas de bronce en el Campeonato Mundial de Esgrima, en los años 1985 y 1990, y una medalla de oro en el Campeonato Europeo de Esgrima de 1994.

## Palmarés internacional
| Representando a la URSS |                    |                   |                    |
| Campeonato Mundial      |                    |                   |                    |
| Año                     | Lugar              | Medalla           | Prueba             |
| 1985                    | Barcelona (España) | Medalla de bronce | Espada por equipos |
| 1990                    | Lyon (Francia)     | Medalla de bronce | Espada por equipos |
| Representando a Ucrania |                    |                   |                    |
| Campeonato Europeo      |                    |                   |                    |
| Año                     | Lugar              | Medalla           | Prueba             |
| 1994                    | Cracovia (Polonia) | Medalla de oro    | Espada individual  |